# Vincenzo d'Errico
(Vincenzo Gioberti)
Vincenzo Gennaro Gerardo d'Errico (Palazzo San Gervasio, 4 gennaio 1798 – Torino, 1º ottobre 1855) è stato un avvocato e patriota italiano.
Sostenitore di un'Italia federale presieduta dal Papa, fu ricercato dal governo borbonico dopo la rivolta del 1848 e visse in esilio prima a Parigi e poi a Torino.

## Biografia

### Inizi
Nato da Giuseppe e Maria Rachele Conversano, suo padre fu un avvocato giacobino e governatore di Palazzo San Gervasio durante la Repubblica Napoletana; fu incarcerato dopo la caduta del governo filofrancese e, liberato grazie alla pace di Firenze, venne assassinato in circostanze misteriose nel 1802. Dopo i primi insegnamenti sotto la guida dello zio materno Michele, si spostò a San Chirico Raparo (paese d'origine della sua famiglia) per studiare presso le cappellanie laicali fondate dalla sua famiglia durante la dominazione spagnola. In seguito si trasferì a Napoli dove ottenne la laurea in giurisprudenza il 13 gennaio 1824.
Tornato in Basilicata, si stabilì a Potenza iniziando la pratica forense, specializzandosi in cause sul demanio pubblico, e nel 1839 a Melfi come avvocato di fiducia. Fu anche uomo d'affari e tra il 1820 e il 1849 acquistò numerose proprietà terriere nel circondario di Palazzo San Gervasio e Banzi. Parallelamente all'avvocatura, si dedicò all'attività politica e aderì alla vendita carbonara del capoluogo lucano. Forte delle sue idee liberali di stampo federalista, trasformò l'associazione carbonara nel circolo "Giovine Italia", solo omonimo a quello mazziniano, il cui obiettivo principale era la concessione di una Costituzione nel Regno delle Due Sicilie e la divulgazione di un'idea d'Italia federale sotto la presidenza del Pontefice.
D'Errico ottenne diversi incarichi politici in Basilicata: socio e poi presidente della Società Economica di Basilicata tra il 1843 e il 1844, consigliere provinciale nel 1840, deputato per le Opere pubbliche provinciali 1841 al 1844; membro del Consiglio Generale di Basilicata nel 1846 e deputato per l'Amministrazione dei fondi per le Opere Pubbliche.

### Moti insurrezionali
Nel 1848, Ferdinando II di Borbone emanò la Costituzione che suscitò in d'Errico ammirazione nei suoi confronti, tanto che lanciò un appello ai lucani affinché gli dedicassero un monumento, cosa che lo rese inviso alla corrente radicale. Nello stesso anno venne eletto deputato al Parlamento napoletano per il distretto di Potenza e, tra le sue proposte legislative, vi erano il miglioramento del sistema agricolo e la realizzazione di ospizi per gli indigenti lucani.
Nel frattempo fondò un'altra associazione (di cui fu presidente), il "Circolo Costituzionale Lucano", che riuniva il suo gruppo moderato e quello radicale di Emilio Maffei; e, inoltre, diede vita al giornale "Il Costituzionale Lucano", assieme al poeta Nicola Sole. Dopo il cambio di rotta del re borbonico che, il 15 maggio 1848, ritirò la Costituzione e sciolse il Parlamento, d'Errico divenne suo oppositore e diede origine al "Comitato Costituzionale della Basilicata", e venne inoltre redatto un memorandum che raccolse diverse firme in difesa dello Statuto.
I rapporti con Maffei si incrinarono, poiché questi riteneva necessaria un'insurrezione armata mentre d'Errico voleva ricorrere a mezzi diplomatici. Tale divergenza porterà a rompere la loro alleanza l'8 luglio dello stesso anno, con l'allontanamento di Maffei. Dopo la repressione della rivolta, molti firmatari sconfessarono la loro adesione, soprattutto quando furono chiamati davanti al giudice.

### Esilio
D'Errico, ricercato dalla polizia borbonica con l'accusa di cospirazione contro il re, subì la confisca del patrimonio e visse in clandestinità in alcune zone della Basilicata, rifiutando l'invito del generale Nunziante di presentarsi davanti all'autorità giudiziaria. Dopo una latitanza durata due anni, fu costretto all'esilio e il 15 maggio 1850 salì su una nave francese che lo condusse a Tolone. Si diresse in seguito a Marsiglia e infine Parigi. Nella capitale francese si dedicò doviziosamente ai suoi studi di economia e conobbe altri esuli come Vincenzo Gioberti e Guglielmo Pepe, con i quali instaurò un grande rapporto di amicizia.
Lasciata la Francia, d'Errico si spostò a Torino ove passò il resto della sua vita. Intraprese un fitto carteggio con i suoi familiari di Palazzo San Gervasio, con lo pseudonimo Zenone Vridricco (anagramma del suo nome). Lo scambio di lettere avveniva in paesi limitrofi anziché nella sua città natale per sviare i controlli della polizia borbonica. Si spense nel capoluogo piemontese, a causa di una cistite, all'età di 57 anni. Le sue spoglie riposano nella cappella di famiglia dedicata a San Rocco a Palazzo San Gervasio, dove la municipalità gli dedicò la piazza antistante la chiesa.

## Opere
- La Costituzione in Lucania (Potenza, 1848)
- Della giurisdizione delegata agli Intendenti come regi commessari e delle forme della loro procedura (Potenza, 1848)